# María Teresa Babín
María Teresa Babín Cortés (30 de mayo de 1910- 19 de diciembre de 1989) fue una educadora, crítica literaria, y ensayista puertorriqueña. También se ocupó de la poesía y de la dramaturgia. Entre sus obras más conocidas, están: Panorama de la cultura puertorriqueña, y varios ensayos sobre Federico García Lorca.

## Biografía
Babín Cortés era originaria de Ponce, Puerto Rico, hermana de Emmanuel Babín Satgé (en Guadalupe) y de Joaquina Cortés Marrero (en Santa Isabel (Puerto Rico). Sus primeros años los pasó aprendiendo el idioma francés por parte de su padre. También experimentó numerosas mudanzas, ya que su padre era un químico que trabajaba en varios de los trapiches de caña de azúcar de Puerto Rico.

## Educación
Asistió a la escuela primaria en Yauco, y se graduó por la Ponce High School, con la máxima calificación. Se graduó con una licenciatura en 1931, por la Universidad de Puerto Rico, Recinto de Río Piedras, en Educación, con una concentración en Castellano. Obtuvo su maestría en 1939, realizando la defensa de su tesis "Federico García Lorca y su vida". Enseñó castellano, y francés en Coamo, Isabela, y en Colegios de San Juan (Central). En 1951, obtuvo el Ph.D. por la Columbia University de Nueva York. El título de su tesis fue "El mundo poético de Federico García Lorca". Y fue publicado en 1954.
=)

## Carrera

### Puerto Rico
De 1935 a 1937, fue Directora del Comité de Producción de la Escuela del Aire, del Departamento de Instrucción Pública del Estado Libre de Puerto Rico. Y al terminar su maestría, fue nombrada Directora del Departamento de Castellano de la Universidad de Puerto Rico, Río Piedras, donde actuó desde 1940 hasta 1945.

### EE. UU.
Fue docente de escuela media en Easton (Pensilvania) y en el Colegio de Garden City, en Long Island. También, entre 1946 a 1951, fue profesora universitaria en el Departamento de Lenguas Romances del Hunter College, en Nueva York, y profesora asociada de Lenguaje y Literatura del Colegio Washington Square, de la Universidad de Nueva York, en N. York. Anecdóticamente, también fue tutora de Jacqueline Bouvier (la viuda de Kennedy y de Onassis) en su aprendizaje del idioma francés. También fue "Ayuda Cultural" para el gobernador Rockefeller en Nueva York.

### Puerto Rico, nuevamente
En 1962, retornó a Puerto Rico, siendo nombrada, entre 1963 hasta 1966, Coordinadora del Programa de Escuelas Especiales y Directora del Programa de Castellano del Departamento de Instrucción Pública de Estado Libre de Puerto Rico. Durante su cargo de directorA, hizo añadir la primera lista de libros de texto de puertorriqueños al plan de estudios. Luego, entre 1966 a 1969, se convirtió en profesora en el Departamento de Estudios Hispánicos, de la Universidad de Puerto Rico, en Mayagüez. Allí, implementó el programa de Maestría en Estudios Hispánicos.

### Regreso a EE. UU.
Regresó a Nueva York y trabajó como consultora especial de la Fundación Ford, participando entre 1969 a 1973, en su Programa de becas a estudiantes de minorías. También fue miembro de la Junta de Cultura de la Ciudad de Nueva York. Fue invitada por el Lehman College de la Universidad de la Ciudad de Nueva York para implementar un programa de Estudios Puertorriqueños. Fue profesora, así como fundadora y directora del Departamento de Estudios Puertorriqueños, de Lehman. También fue profesora en el programa de doctorado de la Escuela de Estudios de Postgrado, CUNY, y su decana. Y con ese alto cargo, se retiró de las actividades académicas a tiempo completo.

### Último retorno a Puerto Rico
Regresó a Puerto Rico y ocupó un puesto como profesora de Literatura Puertorriqueña en el Centro de Estudios Avanzados de Puerto Rico y el Caribe (1977–1983) y como profesora visitante del campus de San Juan de la Universidad Interamericana de Puerto Rico y en la Universidad de Puerto Rico, Rio Piedras (1983–85). Después de la muerte de su madre y su marido, se retiró del servicio activo. María Teresa murió el 19 de diciembre de 1989.

## Honores

### Galardones
- 1978: profesora emérita en el Lehman College.[5]

- 1984: Doctor honoris causa por la Universidad de Puerto Rico.[5]

## Algunas publicaciones

### Libros
- Introducción a la cultura hispánica (1949)

- García Lorca, vida y obra. Con Federico García Lorca. Editor Las Américas Publ. 122 pp. (1955)

- Fantasía Boricua. 2ª edición de Editorial cultural, 175 pp. 1982 (1956)

- Panorama de la cultura puertorriqueña. Vol. 2 de Biblioteca puertorriqueña. Editor Instituto de Cultura puertorriqueña, 509 pp. (1958)

- La antología prologada de Francisco Gonzalo Marín (1958)

- La prosa mágica de García Lorca. Vol. 5 de Narración y ensayo. Editor La Isla de los Ratones, 69 pp. (1962)

- Ser y estar de Puerto Rico (1964)

- Jornadas literarias (1967)

- Siluetas literarias (1967)

- La gesta de Puerto Rico (1967)

- La cultura de Puerto Rico (1970)

- The Puerto Rican's Spirit. Tradujo Barry Luby. Editor Collier books, 180 pp. (1971)

- Estudios Lorquianos. Colección Mente y palabra. Ed. Universitaria. Univ. de Puerto Rico, 197 pp. (1976)

- Federico García Lorca, cincuenta años de Gloria (1986)

- El hilo de Ariadna (n.d.)

### Poética
- Las voces de tu voz (1962)
- La barca varada (1982)
- La hora colmada (1960) (fábula teatralizada)

### Revisiones críticas
De
- Miguel Meléndez Muñoz
- Fernando Sierra Berdecía
- Manuel Méndez Ballester
- René Marqués
- Emilio S. Belaval
- Julia de Burgos
- Luis Palés Matos
- Evaristo Ribera Chevremont

## Legado
Ha sido reconocida como una de las más grandes escritoras de Ponce, en el Parque de Ilustres Ciudadanos de Ponce.